# Kriegsgräberfriedhof Reinickendorf

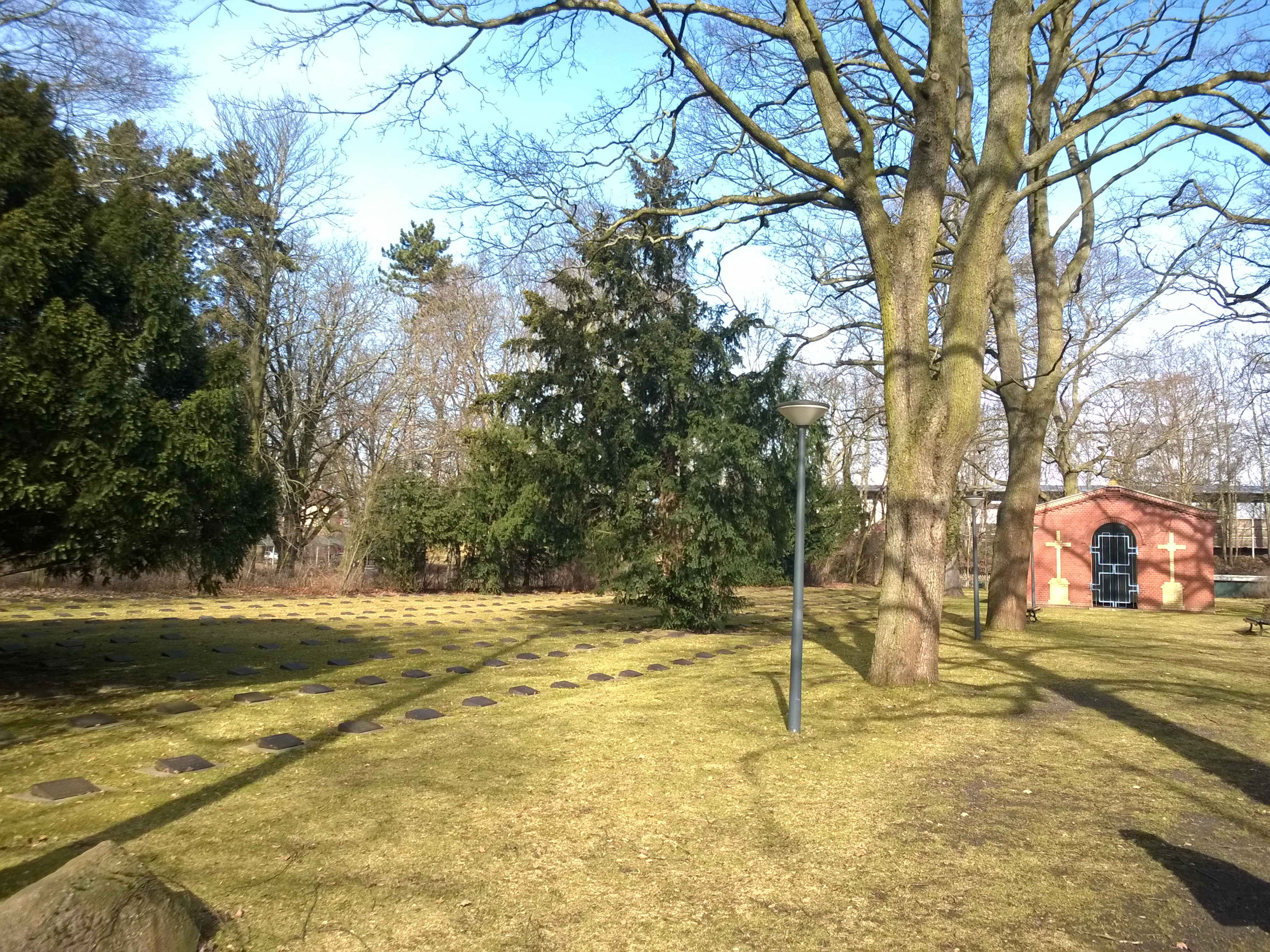
Kriegsgräberstätte Reinickendorf

Der Kriegsgräberfriedhof Reinickendorf oder auch Friedhof Reinickendorf I ist ein Landeseigener Friedhof in Berlin-Reinickendorf mit einer Fläche von einem Hektar. Auf dem Friedhof sind hauptsächlich Opfer des 1. und 2. Weltkrieges begraben, etwa die Hälfte der Toten sind zivile Bombenopfer und Flüchtlinge verschiedener Nationalitäten.

## Geschichte

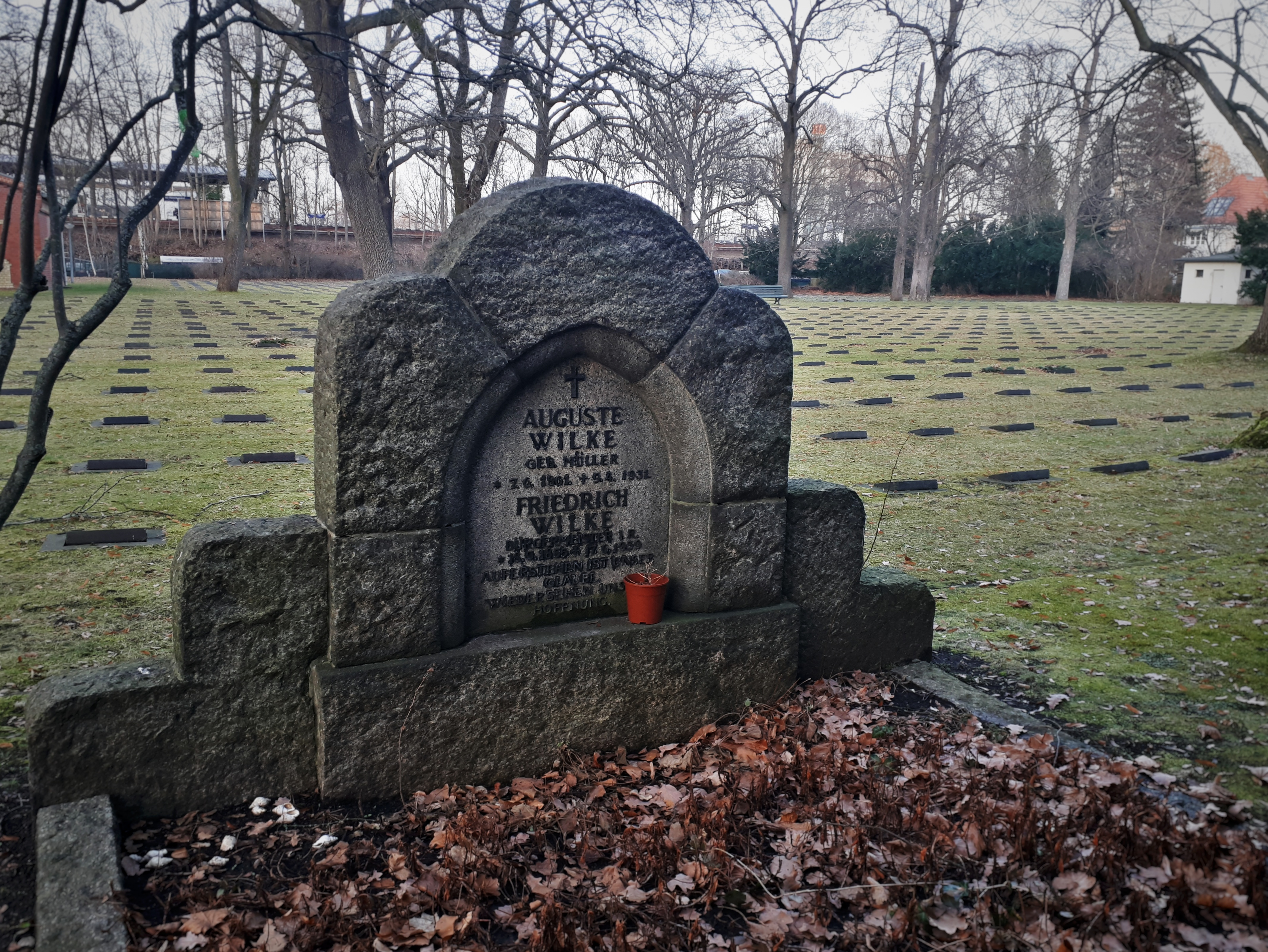
Ehrengrab des Bürgermeisters Friedrich Wilke

Der Friedhof wurde bereits 1840 in die Stadtplanung eingedacht, da antizipiert wurde, dass der Dorfkirchenfriedhof und der Friedhof an der Lindauer Allee aufgrund des Bevölkerungsanstieges zu wenig Kapazitäten bieten wird. Im Jahre 1870 wurde schließlich der Friedhof am Freiheitsweg eröffnet und in Betrieb genommen. Die dort ansässige Kapelle wurde um 1905 erbaut.
Nach 1945 wurden auf diesem Friedhof die ersten Opfer von Krieg und Gewaltherrschaft bestattet. Die 77 Personen waren Soldaten, Zivilpersonen und Zwangsarbeiter, von denen eine Mehrzahl Ausländer waren. Diese wurden meistens in Folge der Anlage eigener Kriegsgräberstätten der entsprechenden Nationen umgebettet.
Seit dem Jahre 1950 war der Friedhof für Erdbestattungen und seit 1955 für Urnenbestattungen geschlossen worden. Als letztendlich 1975 die letzten Ruherechte erloschen begann die Bezirksverwaltung den Friedhof in einen Ehrenfriedhof für Opfer von Krieg und Gewaltherrschaft umzufunktionieren. Aus wirtschaftlichen gründen wurde jedoch Zunächst eine Umwandlung zur Grünfläche erwägt. Man entschied sich schließlich die in Streulage befindlichen Kriegsgräber der umliegenden Friedhöfe auf diesen zusammenzulegen.
So wurde dann im Jahre 1978 gemeinsam mit den auf diesem Friedhof befindlichen Opfern von Krieg und Gewaltherrschaft insgesamt 2356 Tote in eine geschlossene Anlage um die Kapelle zusammengeführt. Im Jahr 1980 wurde noch die Friedhofskapelle für die neue Aufgabe als Gedenkstätte umgebaut. Der heutige Kriegsgräberfriedhof eröffnete am 10. November 1980. Die letzte Verlegung fand 2003 statt. Insgesamt gibt es heute auf dieser Kriegsgräberstätte 2249 Grabstellen mit Opfern des Ersten und Zweiten Weltkrieges.
Der Künstler Paul Brandenburg schuf innerhalb der Kapelle eine Bronzeskulptur einer trauernden Mutter mit ihrem gefallenen Sohn. Auf dem Kriegsgräberfriedhof sind zwei Grabmale aus dem vorherigen Friedhof erhalten geblieben. Dazu zählt das Ehrengrab des Amtsvorsteher der Gemeinde Reinickendorf (1884–1919) Friedrich Wilke, sowie das Grabmal der Familie Süß.